# Världsmästerskapet i ishockey för damer 2014
Världsmästerskapet i ishockey för damer 2014 var första gången som VM avgjordes under ett olympiskt år. Ingen världsmästare korades då endast lagen från division I och II deltog. Vinnaren i division I grupp A fick möta det sämst placerade laget i Olympiska spelen 2014. Det vinnande laget kvalificerade sig till toppdivisionen i Världsmästerskapet i ishockey för damer 2015.

## Kval till toppdivisionen
Kvalet till toppdivisionen spelades i 8-11 november 2014 i Yokohama, Japan. 
Alla tider är lokala (UTC+9)
| 8 november 2014 14:00 | Japan | 2–0 (0–0, 1–0, 1–0) | Tjeckien |  |

|  |  | Matchsummering |  |  |  |
|  |  |                |  |  |  |

| 9 november 2014 14:00 | Tjeckien | 2–0 (0–0, 1–0, 1–0) | Japan |  |

|  |  | Matchsummering |  |  |  |
|  |  |                |  |  |  |

| 11 november 2014 19:00 | Japan | 2–1 (1–0, 0–0, 1–1) | Tjeckien |  |

|  |  | Matchsummering |  |  |  |
|  |  |                |  |  |  |

## Division I

### Grupp A
Division I Grupp A spelades i Přerov, Tjeckien, mellan 6 och 12 april 2014. 
| Lag       | S | V | ÖV | ÖF | F | GM | IM | MS  | P  |
| --------- | - | - | -- | -- | - | -- | -- | --- | -- |
| Tjeckien  | 5 | 5 | 0  | 0  | 0 | 15 | 3  | +12 | 15 |
| Norge     | 5 | 3 | 0  | 0  | 2 | 17 | 12 | +5  | 9  |
| Danmark   | 5 | 2 | 1  | 0  | 2 | 17 | 18 | −1  | 8  |
| Frankrike | 5 | 2 | 0  | 0  | 3 | 12 | 15 | −3  | 6  |
| Österrike | 5 | 1 | 1  | 1  | 2 | 16 | 19 | −3  | 6  |
| Slovakien | 5 | 0 | 0  | 1  | 4 | 11 | 21 | −10 | 1  |

| Kval till toppdivisionen till VM 2015 | Nedflyttad till division I Grupp B 2015 |

### Grupp B
Division I Grupp A spelades i Ventspils, Lettland, mellan 6 och 12 april 2014. 
| Lag           | S | V | ÖV | ÖF | F | GM | IM | MS  | P  |
| ------------- | - | - | -- | -- | - | -- | -- | --- | -- |
| Lettland      | 5 | 5 | 0  | 0  | 0 | 17 | 3  | +14 | 15 |
| Kina          | 5 | 3 | 0  | 0  | 2 | 10 | 15 | −5  | 9  |
| Ungern        | 5 | 2 | 1  | 0  | 2 | 13 | 13 | 0   | 8  |
| Nederländerna | 5 | 2 | 1  | 0  | 2 | 16 | 10 | +6  | 8  |
| Nordkorea     | 5 | 1 | 0  | 0  | 4 | 16 | 10 | +6  | 3  |
| Kazakstan     | 5 | 0 | 0  | 2  | 3 | 5  | 13 | −8  | 2  |

| Uppflyttad till division I grupp A 2015 | Nedflyttad till division II grupp A 2015 |

## Division II

### Grupp A
Division II Grupp A spelades i Asiago, Italien, mellan 6 och 12 april 2014. 
| Lag            | S | V | ÖV | ÖF | F | GM | IM | MS  | P  |
| -------------- | - | - | -- | -- | - | -- | -- | --- | -- |
| Italien        | 5 | 4 | 1  | 0  | 0 | 20 | 5  | +15 | 14 |
| Storbritannien | 5 | 3 | 0  | 1  | 1 | 12 | 8  | +4  | 10 |
| Polen          | 5 | 2 | 0  | 1  | 2 | 18 | 18 | 0   | 7  |
| Sydkorea       | 5 | 1 | 2  | 0  | 2 | 9  | 10 | −1  | 7  |
| Nya Zeeland    | 5 | 1 | 0  | 1  | 3 | 7  | 15 | −8  | 4  |
| Australien     | 5 | 1 | 0  | 0  | 4 | 13 | 23 | −10 | 3  |

| Uppflyttad till division I grupp B 2015 | Nedflyttad till division II grupp B 2015 |

### Grupp B
Division II Grupp B spelades i Reykjavik, Island, mellan 24 och 30 mars 2014. 
| Lag       | S | V | ÖV | ÖF | F | GM | IM | MS  | P  |
| --------- | - | - | -- | -- | - | -- | -- | --- | -- |
| Kroatien  | 5 | 5 | 0  | 0  | 0 | 26 | 8  | +18 | 15 |
| Slovenien | 5 | 4 | 0  | 0  | 1 | 24 | 9  | +15 | 12 |
| Spanien   | 5 | 3 | 0  | 0  | 2 | 22 | 15 | +7  | 9  |
| Island    | 5 | 2 | 0  | 0  | 3 | 8  | 14 | −6  | 6  |
| Belgien   | 5 | 0 | 1  | 0  | 4 | 3  | 21 | −18 | 2  |
| Turkiet   | 5 | 0 | 0  | 1  | 4 | 8  | 24 | −16 | 1  |

| Uppflyttad till division II grupp A 2015 | Nedflyttad till kval till division II grupp B |

### Kval till Grupp B
Division II Grupp B kvalspel spelades i Mexico City, Mexiko, mellan 19 och 22 mars 2014. 
| Lag       | S | V | ÖV | ÖF | F | GM | IM | MS  | P |
| --------- | - | - | -- | -- | - | -- | -- | --- | - |
| Mexiko    | 3 | 3 | 0  | 0  | 0 | 18 | 2  | +16 | 9 |
| Sydafrika | 3 | 1 | 1  | 0  | 1 | 7  | 8  | −1  | 5 |
| Bulgarien | 3 | 1 | 0  | 1  | 1 | 7  | 16 | −9  | 4 |
| Hongkong  | 3 | 0 | 0  | 0  | 3 | 4  | 10 | −6  | 0 |

| Uppflyttad till division II grupp B 2015 |